# Appeninocodium
Appeninocodium nom. inval., monotipski rod zelenih algi u porodici Codiaceae, dio reda Bryopsidales. Postoji samo jedna, i to fosilna vrsta A.convolvens (A.Praturlon) O.Dragastan, čiji je bazionim Pseudocodium convolvens A.Praturlon
Rod je opisan 1985. godine